# Bunodactis bunodiformis
Bunodactis bunodiformis is een zeeanemonensoort uit de familie Actiniidae.
Bunodactis bunodiformis is voor het eerst wetenschappelijk beschreven door Hertwig in 1882.